# 新娘服

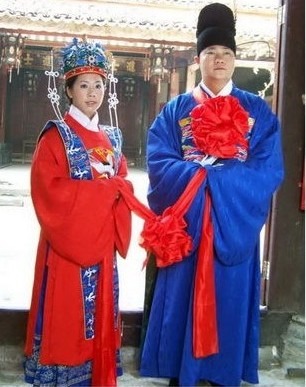
穿著傳統中式婚服的新娘（左）與新郎

新娘服，又稱嫁衣，是指婚禮時新娘所穿的服裝。不同文化中有不同的新娘服，如華人的傳統新娘服有圓領配馬面裙（配鳳冠霞帔）、龍鳳裙褂，日本傳統新娘服有白無垢（配綿帽子）、色打掛（配角隱），朝鮮民族傳統新娘服有闊衣、圓衫、唐衣等。南亞新娘服為結婚莎麗。西式新娘服則是婚紗。但實際上不是所有女性都會在結婚時穿著專門的婚服，尤其是因為婚服一般所費不菲，舊時租賃婚服尚未普及時，一些人只是穿一些比平日華麗、正式的服裝結婚，這些服裝實際上也屬於婚服，但亦可用於其他重要場合。

## 東亞傳統婚服

### 中國（華人）
華人傳統服裝漢服中的新娘服，歷代有不少變化。而皇室、士宦新娘服亦有不同，翟衣為皇室女性婚服，在宋代和明代時配上專用的翟衣鳳冠。

#### 先秦至兩漢
先秦至兩漢，士族新娘結婚時穿的是玄色的婚服，為襜褕或繞襟袍。

#### 魏晉南北朝
魏晉南北朝婚服形制不明，但有記載晉朝太子妃婚服是白色。

#### 唐代
唐代初期五品以上官員女兒的新娘服花釵翟衣，配花釵、寶鈿，數目視乎品秩，媵比正妻降一等，妾又比媵降一等，五品以下和民女出嫁則穿花釵禮衣，花釵數依品秩而定，妾比正妻降一等，無論是花釵翟衣還是花釵禮衣皆為上下連裳制、深青色；中後期則演變成大袖裙襦，即襦裙配大袖衫，以青、綠等顏色為主，並於頭上插上各種頭飾。

#### 宋明
宋代新娘服延續唐制，大袖裙襦為婚服，配珠翠冠和霞帔。明代規定士庶新娘可以假九品孺人常服出嫁，即圓領袍、馬面裙、翟冠，有時還會配上霞帔，即典型的「鳳冠霞帔」婚服。實際上多有僭越，不限於九品孺人冠服，明後期常用僭穿五品以上命婦冠服的情況。而明代人們開始視紅色為吉祥，士庶也有穿紅色上襖的襖裙出嫁。正德年間開始，廣東出現以龍鳳裙褂為新娘服的習俗，相傳是源於明代大臣梁儲，梁儲是廣東順德人，在明武宗朱厚照還是太子時曾任太子洗馬，明武宗少年登基，由梁儲輔政，深得明武宗尊敬，於是在梁儲女兒出嫁時，賜她穿繡上皇室專用的龍鳳圖案之裙褂作為婚服，自此成為廣東新娘特有的嫁衣。自魏晉南北朝開始，新娘會用蓋頭或扇子遮面。

#### 清代
清代實行剃髮易服，但因為男從女不從，女性婚服仍沿用前代的鳳冠霞帔、襖裙、褂裙等，但形制和前代已有差異，例如鳳冠形制改變，霞帔變寬交領，且不限於配搭圓領袍，也會配搭襖裙、褂裙，而襖裙也受滿族服裝影響，由斜襟轉為厂字領。

#### 近現代
民初開始出現穿著西式婚紗的婚禮，也有穿旗袍為婚服者。而廣東、港澳一帶仍然流行以清朝裙褂為前身之龍鳳褂，至1950年代起龍鳳褂裙有寬大轉為合身，裙亦由馬面裙改為筒裙，1970年代起更改為西式立體剪裁，且有收腰設計，1980年代起龍鳳褂亦由鈕扣繫結轉為用拉鏈，延續至今。中國大陸和台灣也有新娘穿戲曲中的新娘戲服結婚。
2001年电视剧《橘子红了》播出后，该剧服装造型师葉錦添为女主角秀禾设计的袄裙婚服开始以“秀禾服”之名流行，并逐渐成为当代中式婚礼的主流服饰，也被时常与剪裁更加修身的龙凤褂相提并论
自千禧年代開始，漢服運動興起，不少年輕人漸漸重新以漢服作為婚服、辦漢族中式婚禮，例子有bilibili用戶up主能「靜知時歲」耗時了2年，花費6位數還原明制漢婚婚禮，影片發佈在b站後，引起熱烈討論，瞬間登頂熱搜，點擊量突破200萬次。

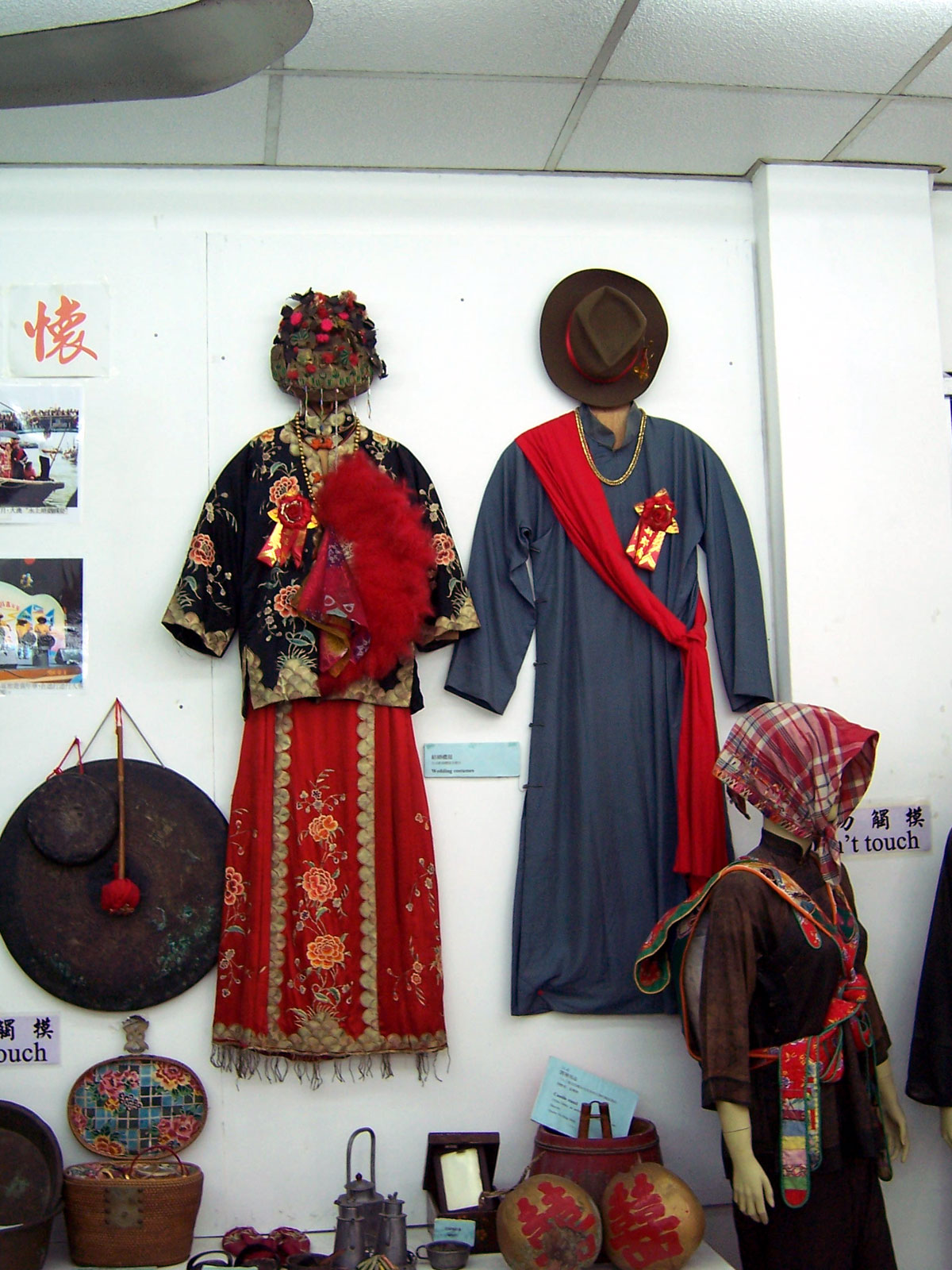
香港1950年代的結婚裙褂
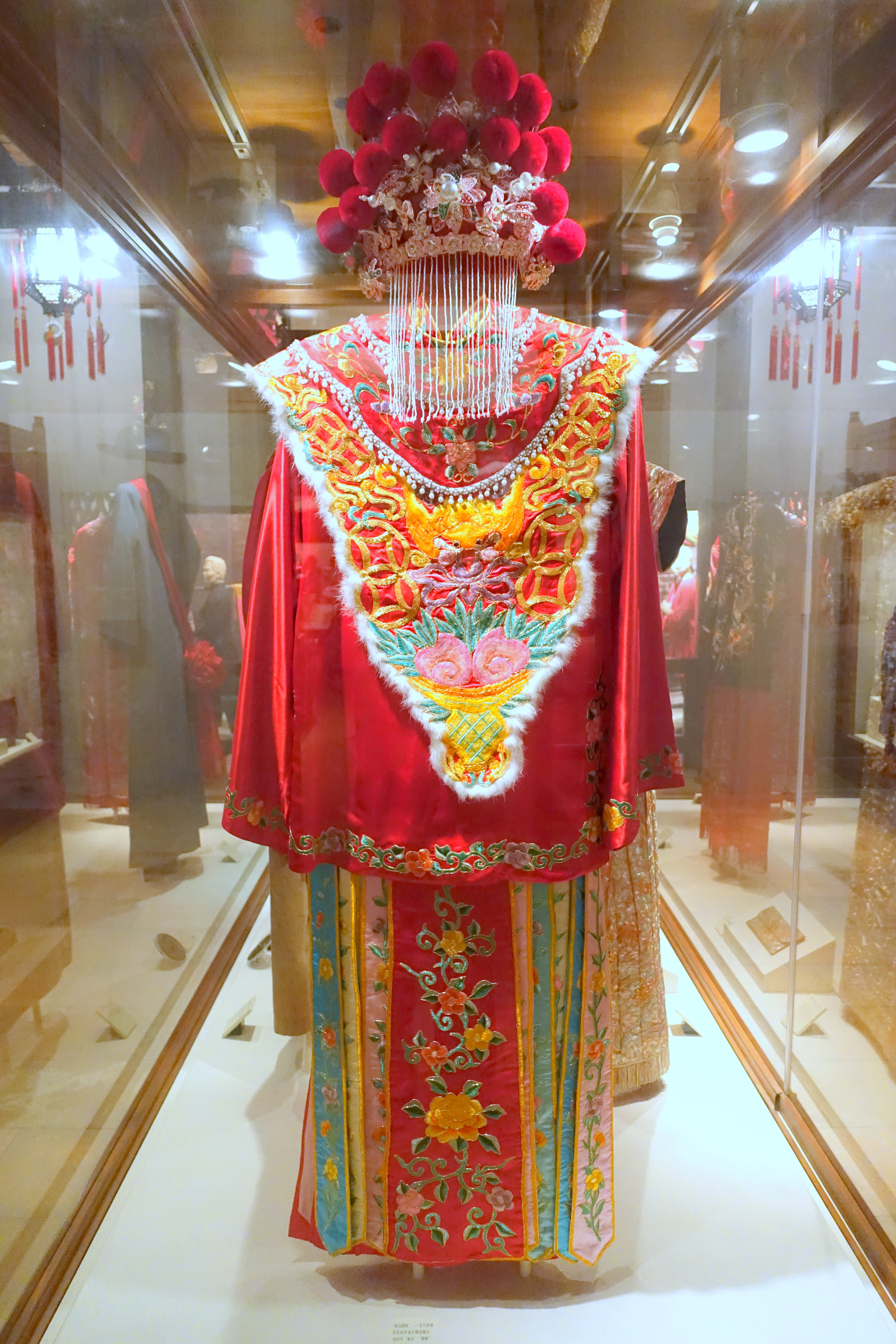
清代漢族新娘服
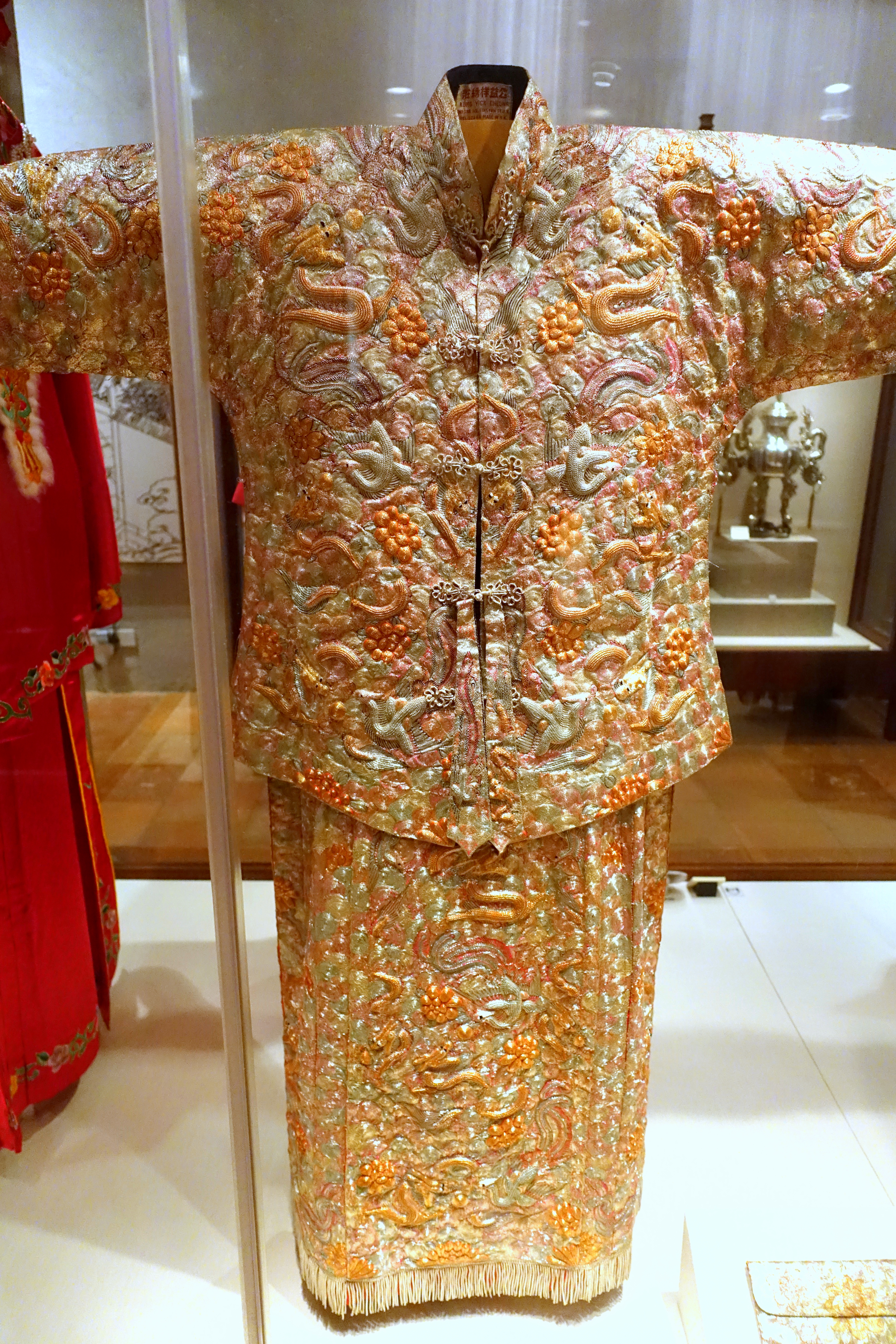
1970年代香港密地龍鳳褂裙（褂王）
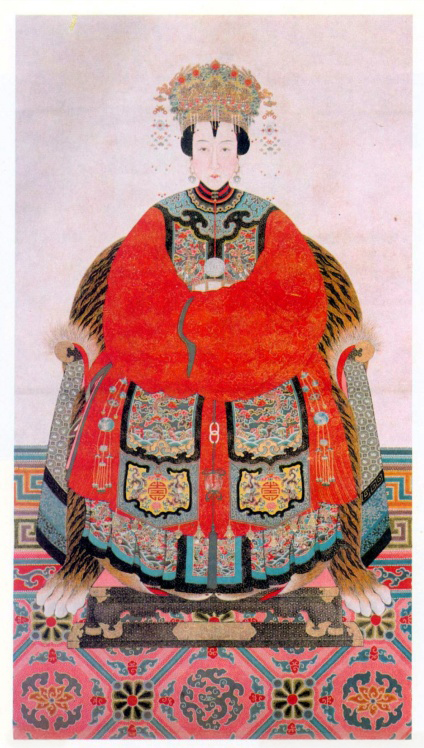
七十四代衍聖公繼配畢夫人衣冠像。清代漢族命婦服飾是明代命婦服飾的延續，保留了鳳冠霞帔等特點，屬於清朝漢族女性最高等級禮服，同時也可作為婚服之用。

### 日本

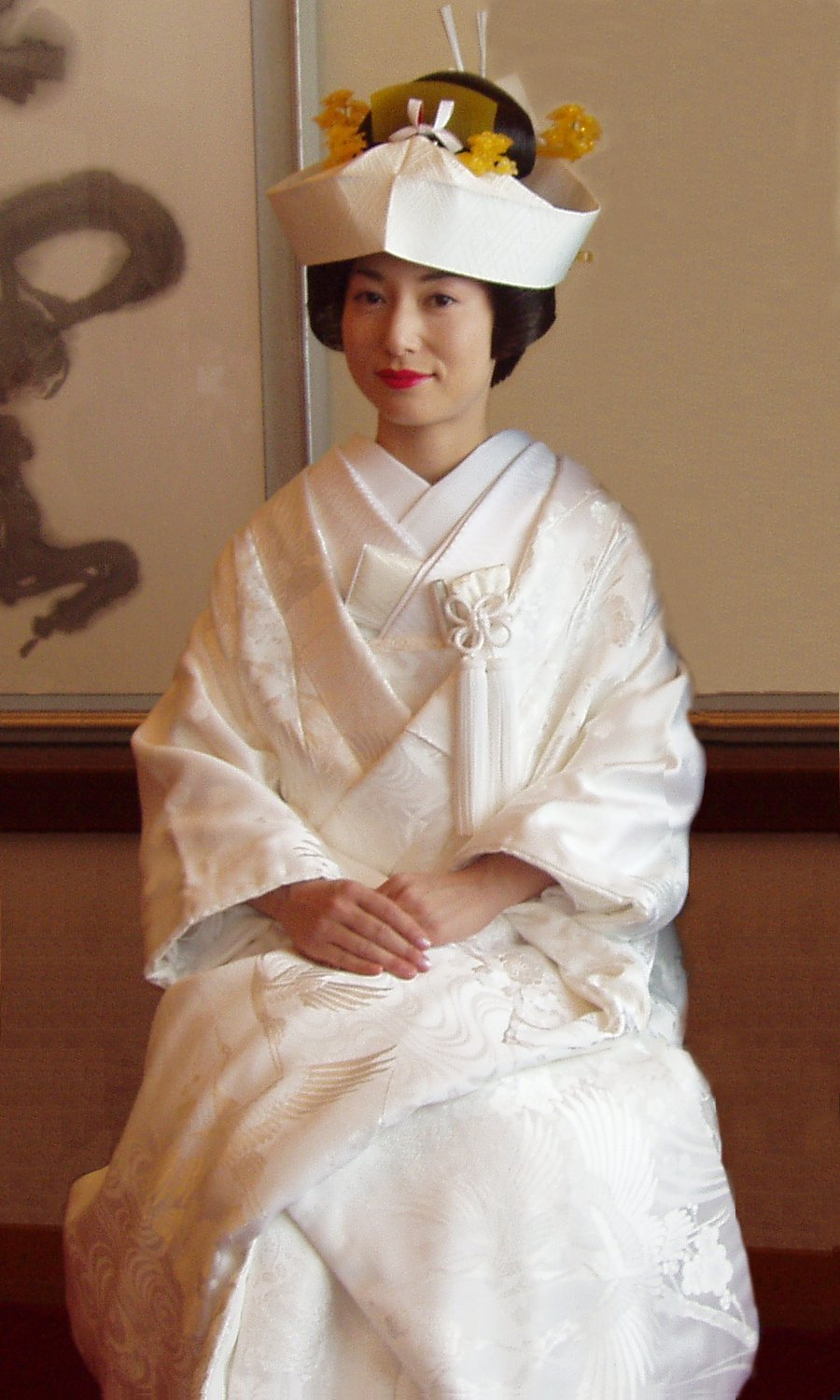
日本の白無垢

日本皇室及公家女性自平安時代開始以十二單為婚服，武家由室町時代起依照伊勢流和小笠原流礼法以織有幸菱紋樣的白色打掛為新娘服，稱為白無垢，並會以披衣蓋著頭部。
江戶時代婚服依然是白無垢，但形制有變，並以紅梅色為中衣、紅絹為裡襯，表示喜慶，披衣則演變為白練帽子。
寬文年間起，武家和富有的町人女兒則穿繡上各種圖案的紅色婚服，稱為色直（日语：色直し）。
江戶後期開始，庶民女性出嫁又流行穿「三枚襲（日语：三つ襲）」婚服，是從內至外依次穿上白、紅、黑底色的振袖或留袖和服，三件皆有吉祥圖案。
明治時代庶民新娘多穿著黑縮緬製成的婚服。
二戰後，日本新娘行傳統婚禮時除了會穿白無垢外，還會穿色打掛。
明治時代開始有人穿西式婚紗行西式婚禮，至現代除了傳統日式婚禮外，很多新娘亦會穿婚紗行西式婚禮。

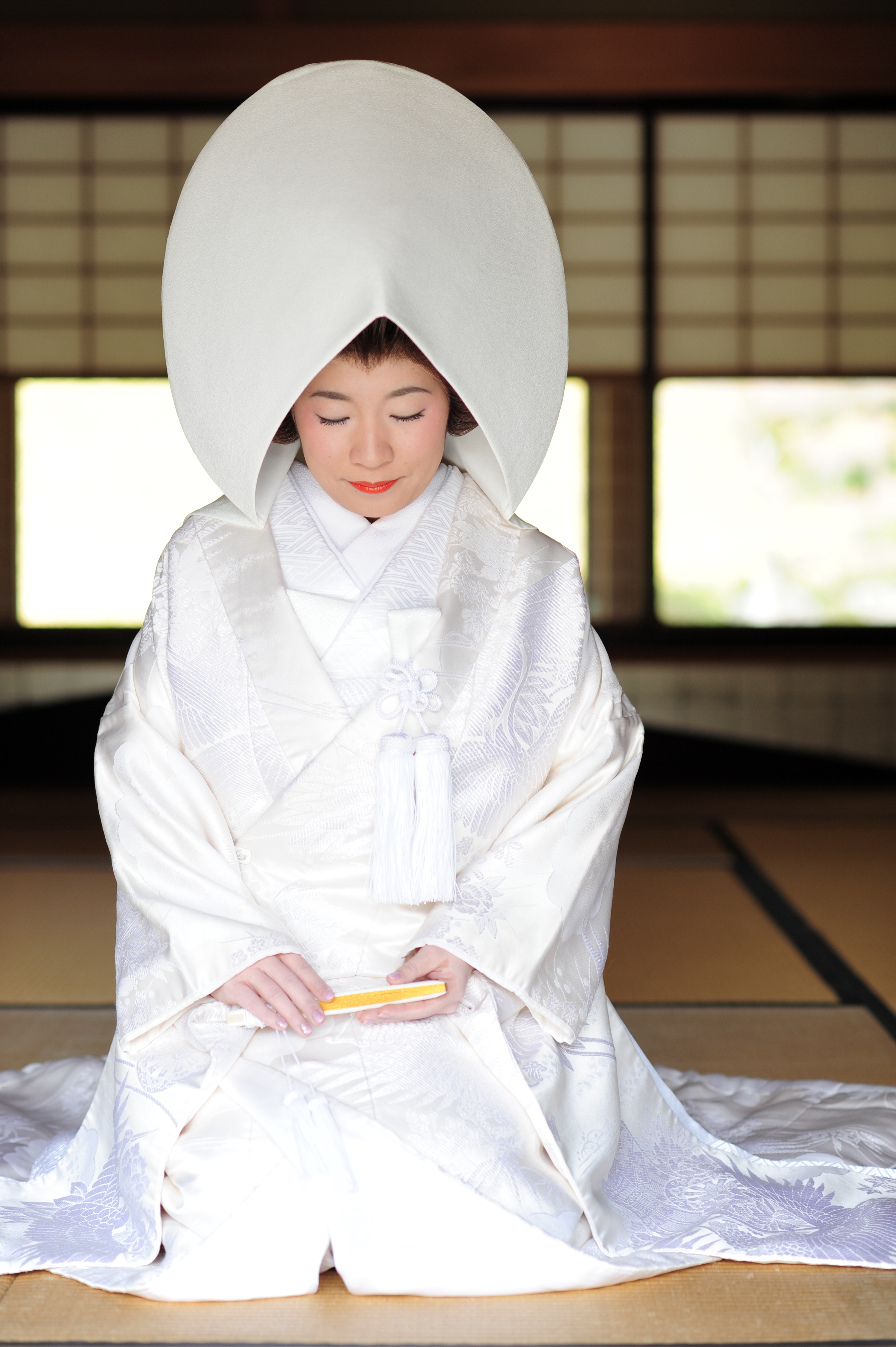
身穿白無垢婚服的日本新娘
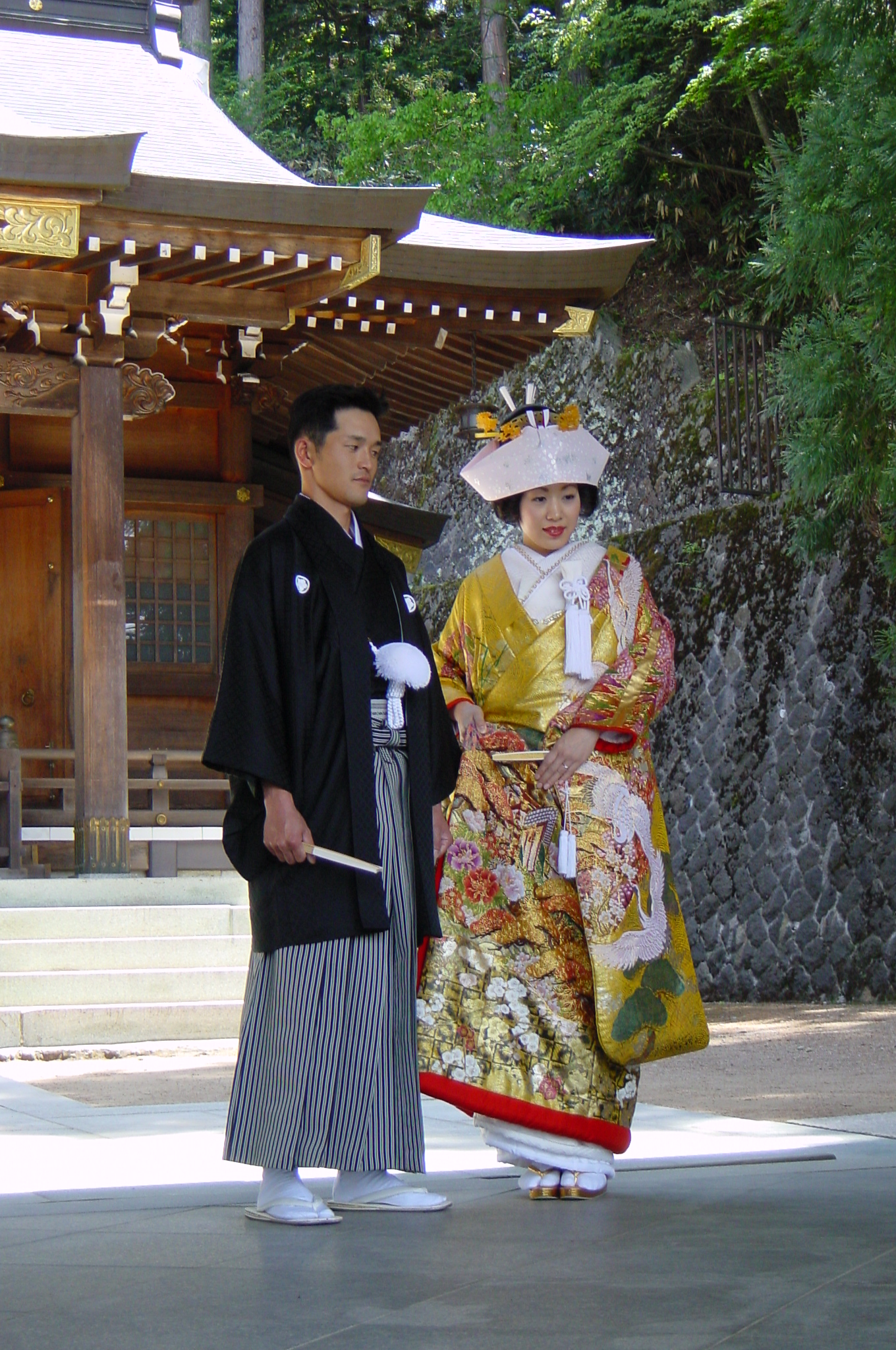
身穿色打掛婚服的日本新娘（右）
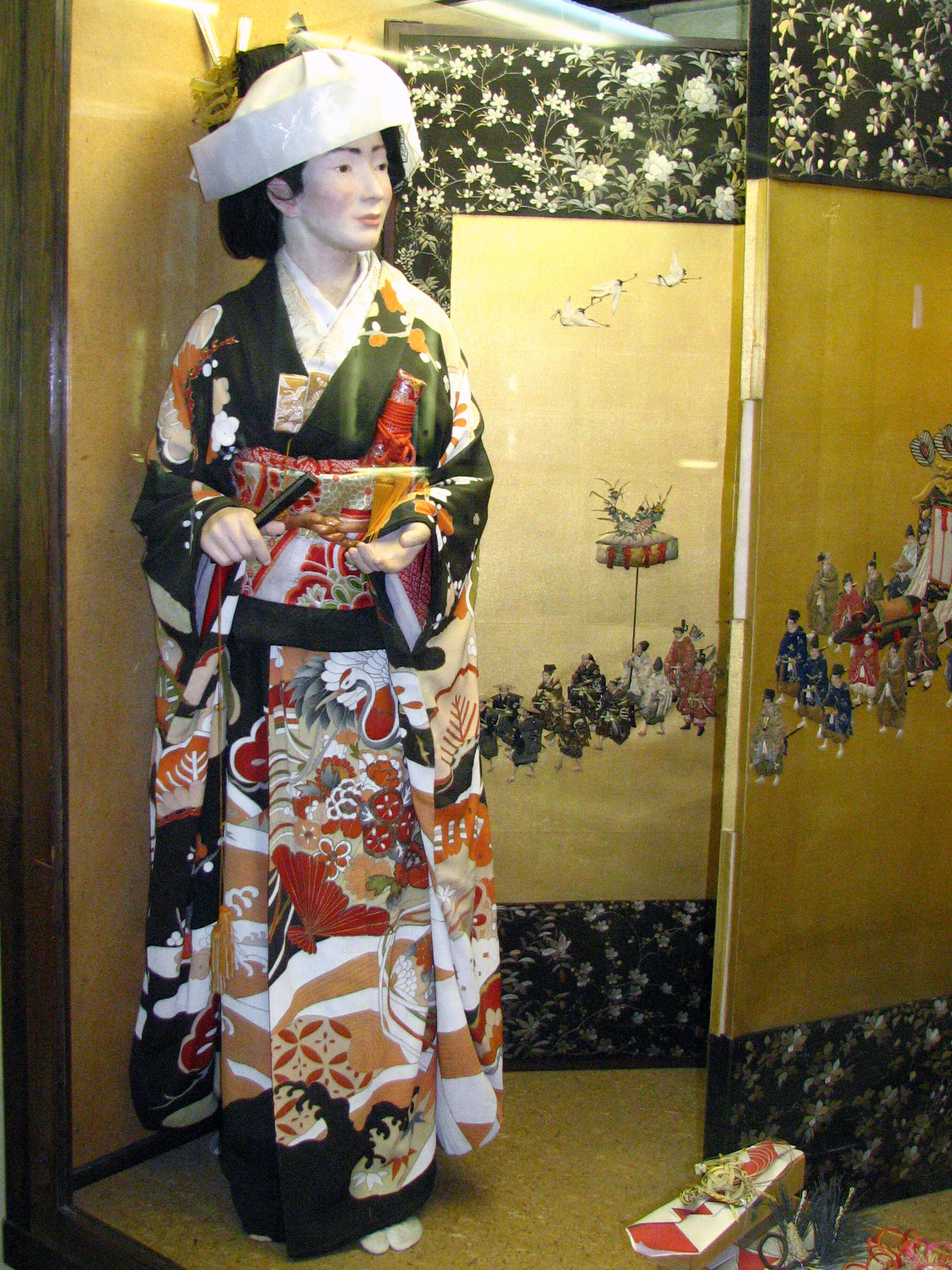
三枚襲新娘服
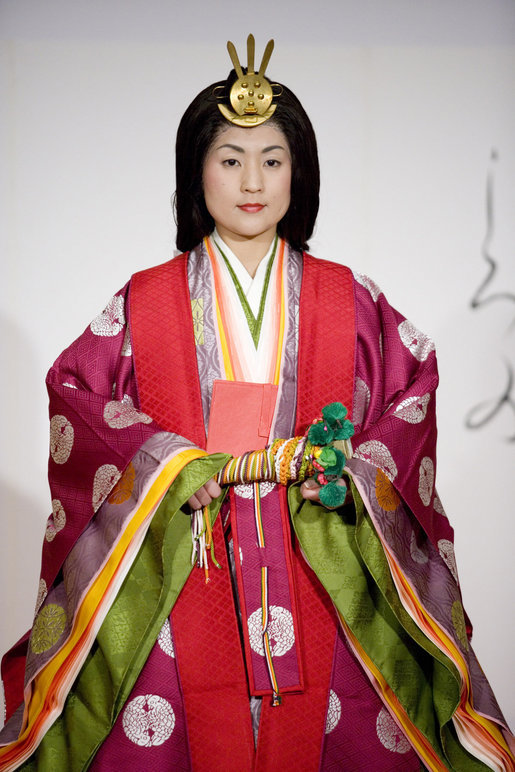
十二單

### 朝鮮半島
朝鮮王朝後期，王妃、王世子嬪以翟衣、大首為婚服。士庶女性婚服有闊衣、圓衫等，下穿襴裙，頭戴花冠或簇頭里，庶民也有穿唐衣或較為華麗的襖裙出嫁者，沿用至今。
現代也有穿西式婚紗結婚者。

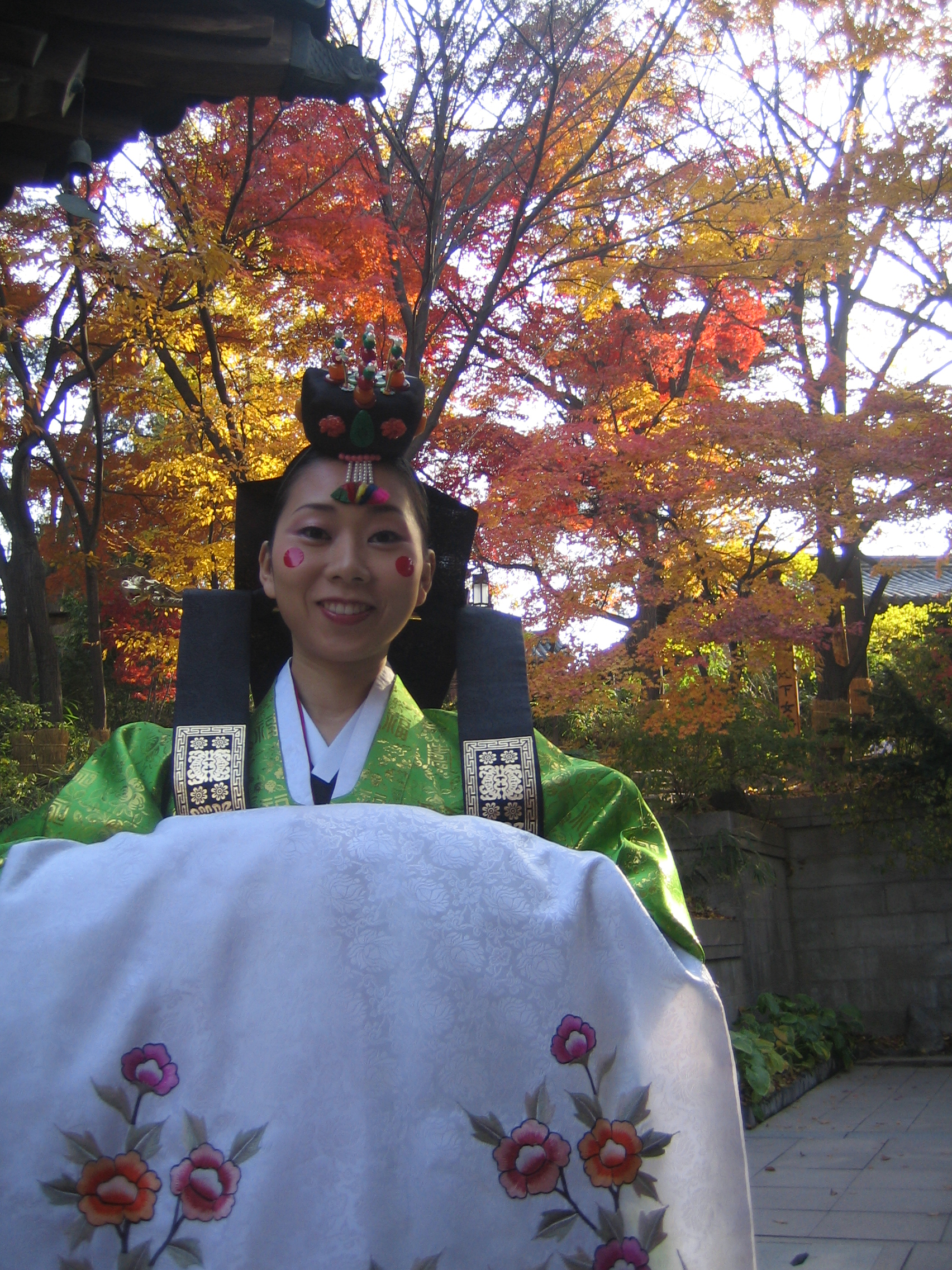
身穿傳統韓式婚服的韓國新娘
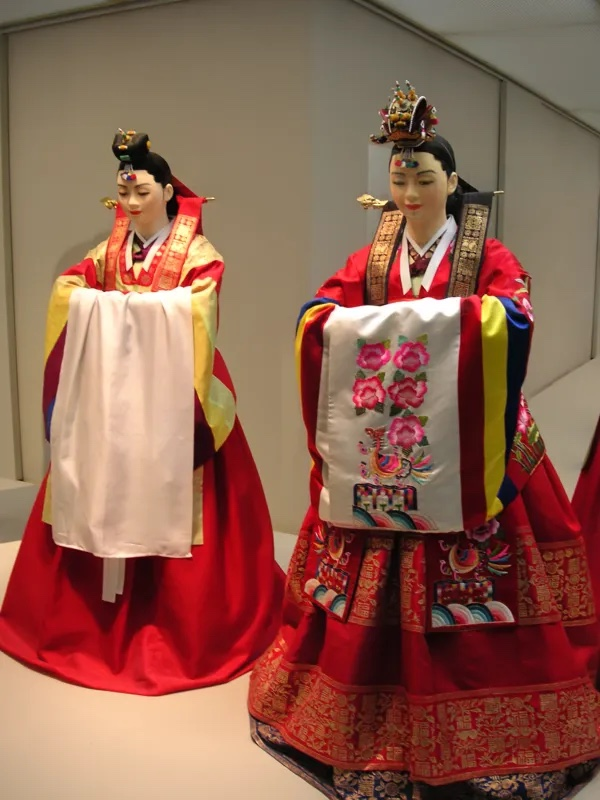
闊衣配花冠（右）、簇頭里（左）

### 越南
越南自後黎朝起受中國明代影響，以紅色為喜慶，故新娘服亦以紅色為主，多為襦裙外加披風。
越南新娘多穿紅色奧黛，是普遍受世人所知的越南服飾之一，自受法國統治後，西式婚紗也開始普及。

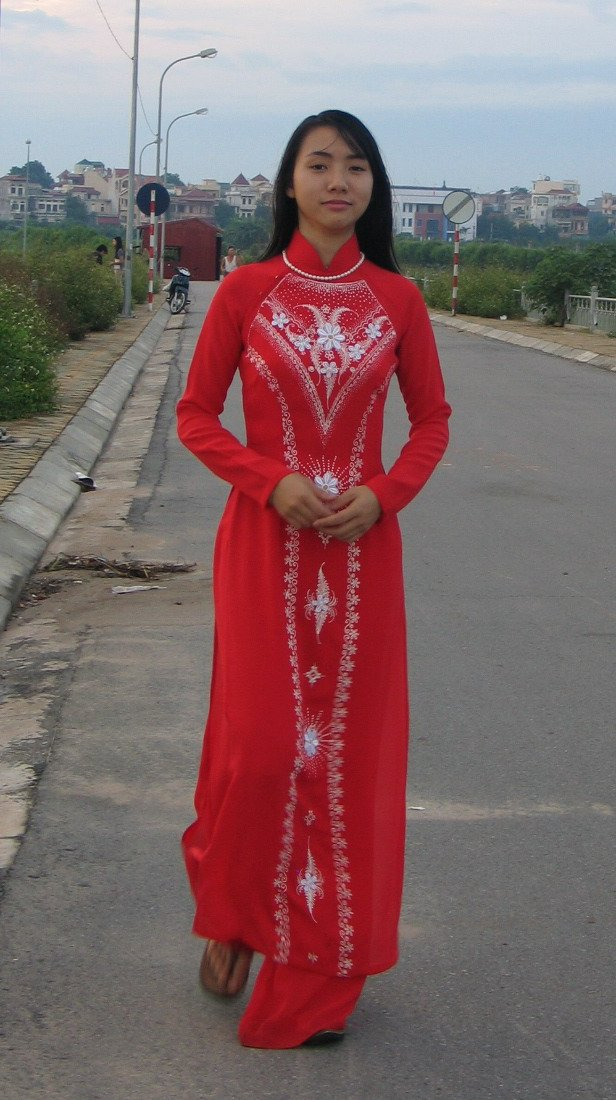
現代結婚奧黛

### 琉球
在琉球國時代，士族新娘穿著一種多層式的襖裙為婚服，並以披衣蓋頭，庶民女性也有使用蓋頭。現代則有穿御姊妹衣為婚服。
除了琉裝婚服外，琉球處分後，琉球併入日本，穿和服結婚亦開始普及，後來又受西方文化影響，穿西式婚紗亦很普遍。

## 西方
西方的新娘服是婚紗，可單指身上穿的連衣裙，也可以包括頭紗、捧花的部分。婚紗的顏色、款式等視乎文化、宗教及時裝潮流等而變化。1499年法國路易十二與布列塔尼的安妮的婚禮上新娘的結婚禮服，是第一次有文獻記載的婚紗。傳統婚紗一般為白色，採用白色的傳統可追溯至1840年，英國維多利亞女皇的婚禮。當時女皇穿著白色婚紗，拖尾長達18呎，官方照片被廣泛刊登，不少新娘希望穿著類似的婚紗，這傳統一直流傳至今，而拖尾的長度也有新人財富的象徵，1980年代英國黛安娜王妃結婚時的禮服約有480呎。
在維多利亞時代以前，婚紗可以說是各種除黑色（表示哀悼）或紅色（與娼妓有關連）以外的顏色，白色婚紗代表內心的純潔及像孩童的天真無邪，後期則演變為童貞的象徵。第一次世界大戰後的1920年代，女性社會地位的改變，也使婚紗的風格大異從前，而有短裙設計的婚紗出現。1940年代因為第二次世界大戰的緣故，婚紗的製作取得不易，因此新娘的結婚禮服轉為簡單樸素，或是向親友借現成的婚紗，許多母親也會將自己的婚紗當作傳家寶，讓自己的女兒在結婚時穿上自己結婚當時的婚紗。
21世纪初，市场上大约75%的婚纱都是无袖无肩带的。 其他新娘更喜欢袖子、领口较高和背部有遮盖的更朴素的款式。 今天的大多数婚纱都有系带后背或拉链后背。 婚纱礼服也可以是长款或短款，这取决于婚礼的类型。 许多西方礼仪服饰源自基督教的礼仪服饰。 因此需要减少皮肤暴露。 为应对这一趋势，无袖或无肩带连衣裙通常会戴上长长的白手套。

## 南亞
南亞地區如印度、巴基斯坦、尼泊爾、孟加拉等地的傳統新娘服是結婚莎麗，傳統上是紅色，上面有金線刺繡。現代也有其他顏色的結婚莎麗。